# Karl Dietzel (Politiker, 1902)
Karl Dietzel (* 7. März 1902 in München; † 30. Januar 1969 auf Teneriffa) war ein deutscher Kaufmann und Landespolitiker.

## Leben
Nach dem Abitur an der Oberrealschule München absolvierte Dietzel ein Studium an der wirtschaftswissenschaftlichen Fakultät der TH München und wurde 1925 an der Johann Wolfgang Goethe-Universität Frankfurt am Main promoviert.
Dietzel war von 1938 bis 1968 Vorstandsmitglied und Verbandsdirektor des bayerischen Genossenschaftsverbands (Schulze-Delitzsch). Außerdem war er von 1951 bis 1969 Vorsitzender des Aufsichtsrats der Zentralkasse Bayerischer Volksbanken. Von September 1957 bis zum Tod war er Mitglied des Bayerischen Senats.